# Psiadia altissima
Psiadia altissima là một loài thực vật có hoa trong họ Cúc. Loài này được (DC.) Drake miêu tả khoa học đầu tiên năm 1903.